# Westwood Lakes
Westwood Lakes ist  ein census-designated place (CDP) im Miami-Dade County im US-Bundesstaat Florida. Das U.S. Census Bureau hat bei der Volkszählung 2020 eine Einwohnerzahl von 11.373 ermittelt. 

## Geographie
Westwood Lakes liegt etwa 15 km westlich von Miami. Der CDP wird von den Florida State Roads 821 (Homestead Extension of Florida’s Turnpike, mautpflichtig), 976 und 985 durchquert bzw. tangiert.

## Demographische Daten
Laut der Volkszählung 2010 verteilten sich die damaligen 11.838 Einwohner auf 3501 Haushalte. Die Bevölkerungsdichte lag bei 2630,7 Einw./km². 94,2 % der Bevölkerung bezeichneten sich als Weiße, 1,3 % als Afroamerikaner und 1,0 % als Asian Americans. 1,8 % gaben die Angehörigkeit zu einer anderen Ethnie und 1,7 % zu mehreren Ethnien an. 86,0 % der Bevölkerung bestand aus Hispanics oder Latinos.
Im Jahr 2010 lebten in 38,3 % aller Haushalte Kinder unter 18 Jahren sowie 46,9 % aller Haushalte Personen mit mindestens 65 Jahren. 82,0 % der Haushalte waren Familienhaushalte (bestehend aus verheirateten Paaren mit oder ohne Nachkommen bzw. einem Elternteil mit Nachkomme). Die durchschnittliche Größe eines Haushalts lag bei 3,46 Personen und die durchschnittliche Familiengröße bei 3,54 Personen.
20,7 % der Bevölkerung waren jünger als 20 Jahre, 25,4 % waren 20 bis 39 Jahre alt, 28,0 % waren 40 bis 59 Jahre alt und 25,9 % waren mindestens 60 Jahre alt. Das mittlere Alter betrug 43 Jahre. 49,2 % der Bevölkerung waren männlich und 50,8 % weiblich.
Das durchschnittliche Jahreseinkommen lag bei 44.663 $, dabei lebten 14,7 % der Bevölkerung unter der Armutsgrenze.
Im Jahr 2000 war Englisch die Muttersprache von 20,04 % der Bevölkerung und spanisch sprachen 79,96 %.